# Sebastian Druszkiewicz
Sebastian Marek Druszkiewicz (* 14. Juni 1986 in Zakopane) ist ein ehemaliger polnisch-tschechischer Eisschnellläufer.

## Werdegang
Druszkiewicz, der für den AZS Zakopane startete, wurde im Jahr 2006 in Sanok erstmals polnischer Meister in der Teamverfolgung und nahm im November 2006 in Heerenveen erstmals am Eisschnelllauf-Weltcup teil, wobei er in der B-Gruppe den 24. Platz über 1500 m errang. Bei der Winter-Universiade 2007 in Turin gewann er die Bronzemedaille und kam bei den Einzelstreckenweltmeisterschaften 2008 in Nagano auf den 22. Platz über 5000 m sowie auf den achten Rang in der Teamverfolgung. In der Saison 2008/09 holte er bei der Winter-Universiade 2009 in Harbin die Goldmedaille in der Teamverfolgung und siegte erneut bei den polnischen Meisterschaften in der Teamverfolgung. Im folgenden Jahr belegte er bei den Olympischen Winterspielen 2010 in Vancouver den 14. Platz über 10000 m. Zudem wurde er in den Jahren 2010 und 2011 polnischer Meister in der Teamverfolgung. Bei der Winter-Universiade 2013 in Baselga di Piné wurde er Achter über 5000 m und Fünfter über 10000 m. In der Saison 2013/14 erreichte er in Inzell mit dem 12. Platz im Massenstart seine beste Platzierung im Weltcup und lief bei den Olympischen Winterspielen 2014 in Sotschi auf den 23. Platz über 5000 m sowie auf den 14. Rang über 10000 m. Ab der Saison 2015/16 startete er für den tschechischen Verband. Dabei belegte er bei den Europameisterschaften 2018 in Kolomna den zehnten Platz über 5000 m und absolvierte im Februar 2019 in Hamar seinen letzten Weltcup, welchen er in der B-Gruppe auf dem 20. Platz über 1500 m beendete.

## Erfolge

### Olympische Spiele
- 2010 Vancouver: 14. Platz 10000 m
- 2014 Sotschi: 14. Platz 10000 m, 23. Platz 5000 m

### Einzelstrecken-Weltmeisterschaften
- 2008 Nagano: 8. Platz Teamverfolgung, 22. Platz 5000 m

### Europameisterschaften
- 2018 Kolomna: 10. Platz 5000 m

## Persönliche Bestzeiten
| Disziplin | Zeit         | Datum             | Ort            |
| --------- | ------------ | ----------------- | -------------- |
| 500 m     | 37,76 s      | 28. November 2009 | Calgary        |
| 1000 m    | 1:13,75 min  | 20. Oktober 2017  | Inzell         |
| 1500 m    | 1:48,74 min  | 28. November 2009 | Calgary        |
| 3000 m    | 3:42,73 min  | 25. November 2017 | Calgary        |
| 5000 m    | 6:21:19 min  | 10. Dezember 2017 | Salt Lake City |
| 10000 m   | 13:20,51 min | 10. Januar 2010   | Calgary        |